# Joris Minne
Joris Minne (Oostende, 11 mei 1897 – Antwerpen, 31 maart 1988) was een Belgisch beeldend kunstenaar. Hij is bekend als een van de bijdragers aan het tijdschrift Lumière (1919–1923). Samen met Frans Masereel, Jan-Frans Cantré, Jozef Cantré en Henri Van Straten behoorde de Antwerpenaar Joris Minne tot De Vijf (Les Cinq), een groep grafische kunstenaars die de Vlaamse houtsnijkunst vernieuwden.

## Biografie
Joris Minne werd te Oostende geboren op 11 mei 1897. Kort daarop gingen zijn ouders in Antwerpen wonen. Minne komt uit een welgestelde liberale familie. Zijn vader was een spoorwegwerker uit Gent en geen voorstander van de kunst. In Antwerpen gaat hij naar de middelbare school en daarna naar het Koninklijk Atheneum, waar onder andere Paul van Ostaijen ook een student was. In 1917 volgt hij, na het hoger middelbaar onderwijs, lessen aan de tekenacademie te Berchem. Hij raakt er bevriend met de kunstschilders Jos Vinck, Frans Mortelmans en Lode Ivo.
Tijdens WO I kreeg Minne een baan bij de stad Antwerpen. Hier leerde hij Roger Avermaete kennen. In 1919 lanceerde Avermaete, die ook actief was als kunstrecensent, het tijdschrift en de vereniging Lumière. Het blad werd voor het eerst gepubliceerd in juni 1919. De naam Lumière was geïnspireerd op het Parijse tijdschrift Clarté. Dat was eerst en vooral een platform om kunst en illustraties te tonen, maar behandelde ook vaak sociale thema's zoals vrouwenrechten en gender gelijkheid.
Een maand later sloot Minne zich aan bij een groep van vijf bijdragers: Frans Masereel, Jan Frans Cantré, Jozef Cartré en Henri van Straten. Samen werden ze bekend als Les Cinq (De Vijf). Les Cinq lieten zich inspireren door de ruwe hout- en linosnedes van de Duitse hedendaagse groepen Der Blaue Reiter en Die Brücke. Vanaf 1920 werden de werken van de Vijf tentoongesteld in binnen- en buitenland en kreeg hun vernieuwing vorm en bekendheid. In 1923 ving Minne ook aan met zijn eerste burijngravures.
In 1926 was Minne medestichter van ‘De Vrije Academie’, die later de Vakschool voor Kunstambachten ging heten. Hier gaf hij lessen in reclame en boekontwerp. In 1927 werd hij professor aan de Brusselse Nationale Hogere School voor Bouwkunst en Sierkunsten van Ter Kameren, op aandringen van Henry Van de Velde. Onder zijn studenten waren bekende ontwerpers zoals Lucien de Roeck, Martha van Coppenolle, James de Weert en Francine Lepage.
Tussen 1932 en 1933 bereikte hij een hoogtepunt als burijngraveur, ontstonden zijn eerste droge-naald-etsen en begon hij te beeldhouwen. Het "Scheldemonument" van zijn hand, uitgevoerd in rood koper, werd in 1982 geplaatst in het bekende Middelheimpark van Antwerpen.
In 1937 kreeg Joris Minne een regeringsopdracht voor de Internationale Tentoonstelling van New York. Hij neemt er de leiding van de afdeling publiciteit aan de Belgische stand. In 1947 wordt hem de kunstleiding toegewezen in de Belgische Paviljoenen op de internationale exposities "Woning en Decoratie" in Milaan en "Urbanisme en Woning" in Parijs.
Op de Wereldtentoonstelling van 1958, te Brussel, werd hem de kunstleiding opgedragen van de Groep 58 "De Gezondheid". Hij werd tezelfdertijd opgenomen als lid van de Koninklijke Vlaamse Academie voor Wetenschappen, Letteren en Schone Kunsten van België. In 1969 werd Minne hiervan de voorzitter.
Een retrospectieve tentoonstelling van zijn werk werd georganiseerd in de Koninklijke Bibliotheek Albert I te Brussel in 1973.
Joris Minne overleed in Antwerpen op 31 maart 1988.
- Bibliothèque nationale de France: cb14915689x (data)
- Digitale Bibliotheek voor de Nederlandse Letteren: minn026
- Gemeinsame Normdatei: 119259249
- International Standard Name Identifier: 0000 0000 6675 4826
- Library of Congress Control Number: n92020251
- Musée national d'archéologie, d'histoire et d'art: lkl003671
- Nationale Bibliotheek van Israël: 987007271107605171
- Nederlandse Thesaurus van Auteursnamen: 068565437
- RKD-Nederlands Instituut voor Kunstgeschiedenis: 56312
- Union List of Artist Names: 500081123
- Virtual International Authority File: 18027669
- WorldCat: E39PBJrm8W4H7wpVBYfRytJhpP